# Políptico do Convento do Paraíso

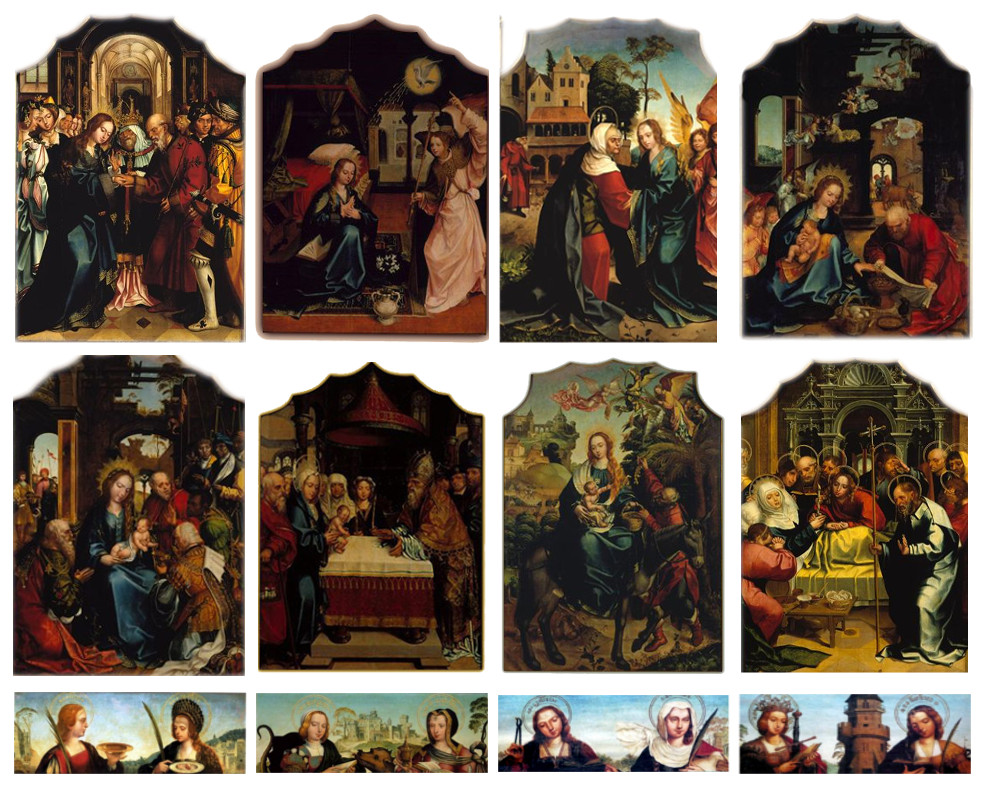
Reconstituição do Políptico do Convento do Paraíso de Gregório Lopes e outros, proveniente do Convento do Paraíso e actualmente no MNAA.

O Políptico do Convento do Paraíso, ou Retábulo do Convento do Paraíso, é um políptico de doze pinturas a óleo sobre madeira de 1527, tratando-se provavelmente de obra colectiva com participação proeminente do artista português do Renascimento Gregório Lopes (1490-1550), e que decorou inicialmente o altar-mor do extinto Convento do Paraíso, em Lisboa, estando actualmente no Museu Nacional de Arte Antiga de Lisboa.
Os doze painéis conhecidos que compunham o Políptico do Convento do Paraíso são o Casamento da Virgem, a Anunciação, a Visitação, a Natividade, a Adoração dos Reis Magos, a Fuga para o Egipto, a Apresentação do Menino no Templo, e a Morte da Virgem. e ainda as quatro predelas representando Santa Luzia e Santa Ágata, Santa Margarida e Santa Maria Madalena, Santa Apolónia e Santa Inês e Santa Catarina e Santa Bárbara.
Segundo o historiador Manuel J.C. Branco, no Políptico do Convento do Paraíso, provável trabalho de oficina, evidencia-se um mestre já adestrado na lição do Renascimento e onde há a salientar um paisagismo generoso de "sfumatos" delicadíssimos além de um gracioso detalhe de tecidos e atmosferas cálidas.

## Descrição

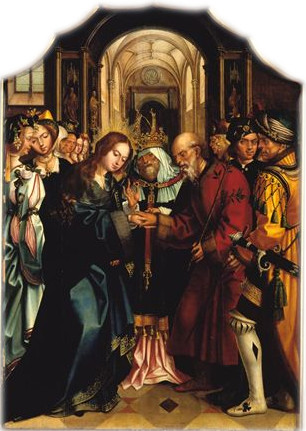
Casamento da Virgem (1527, 127,5 x 86,5 cm), de Gregório Lopes e outros, painel que fazia parte do Políptico do Convento do Paraíso proveniente do Convento do Paraíso e actualmente no MNAA.

### Casamento da Virgem
Trata-se de um dos oito painéis do Políptico do Convento do Paraíso tendo de altura 127,5 cm e 86,5 cm de largura e representa o episódio bíblico do Casamento da Virgem.
O Casamento da Virgem, tema que tem como principais fontes os Evangelhos Apócrifos e a obra do século XIII Lenda Dourada de Tiago de Voragine, apresenta algumas variações interessantes em relação à fonte de inspiração. Em primeiro plano encontram-se os três principais intervenientes da cerimónia: a Virgem Maria à esquerda, São José do lado direito, e o celebrante do casamento, o Profeta Zacarias, entre os dois. Maria, aureolada e com a face coberta por um véu, veste um manto azul debruado a dourado com motivos geométricos. Contrastando com a juventude de Maria, José é representado calvo e de barbas brancas com veste vermelha. Zacarias, imponentemente vestido e coroado, segura uma aliança com a mão direita e benze a união conjugal. O facto de a cabeça do sacerdote estar virada para a Virgem desloca o centro da composição para esta. A cabeça calva de José contrasta com o halo da Virgem, a coroa do sacerdote e os chapéus dos acompanhantes.:107
Ladeando este grupo principal, encontram-se algumas personagens que assistem à cerimónia, as mulheres do lado esquerdo e os homens do lado direito, sendo de destacar a paleta variada e luminosa dos trajes e o dinamismo da composição. No olhar das duas convidadas mais próximas da Virgem nota-se uma atitude de observação e de registo do acontecimento, parecendo estar a observar meticulosamente o cabelo e o manto da Virgem, introduzindo um aspecto quotidiano numa cerimónia solene. As roupagens e os complementos estão tratados com grande pormenor e interesse. :107
A cena decorre no interior de uma igreja que se prolonga numa ala abobadada (transepto?) e de paredes encimadas por janelas em forma ogival, a que se acede através de um arco ladeado por pilastras com nichos decorados por pequenas estátuas encimadas por baldaquinos. O pintor demonstra conhecimento de perspectiva, concretizada na arquitectura de transição do românico para o gótico da igreja, em fundo, e nos ladrilhos, em primeiro plano. :107

### Anunciação

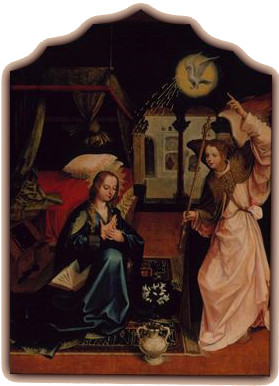
Anunciação (1527), de Gregório Lopes e outros, proveniente do Convento do Paraíso, actualmente no MNAA.

Trata-se de um dos oito painéis do Políptico do Convento do Paraíso tendo de altura 129 cm e 88 cm de largura e representa o episódio bíblico da Anunciação.
A Virgem Maria está ajoelhada em posição de submissão tendo a seu lado um livro de horas aberto e a seus pés, em primeiro plano, uma jarra de faiança portuguesa com açucenas brancas, referência à pureza da Virgem, que tem a inscrição "Abram Prim" ("Abraão Primeiro"). Esta inscrição faz referência à figura de Abraão e ao episódio bíblico em que ele e a sua esposa Sara, sendo idosos, foram visitados por três anjos enviados por Deus que lhes anunciam o nascimento de um filho. O nascimento e a circuncisão de Isaac prefiguram os de Cristo (assim como o sacrifício de Isaac é associado ao Calvário), sendo este paralelismo sempre invocado, nomeadamente no tema da Anunciação.
O arcanjo Gabriel, com vestes de um branco rosado e dalmática bordada de fio de ouro e aplicações de pedraria, segura com a mão direita um bastão de ouro e com a esquerda aponta para a pomba do Espírito Santo cujos raios fecundadores, sendo uma emanação de Deus Pai, simbolizam a descida de Deus filho.
O livro aberto caído sobre o manto indica a surpresa de Maria perante a chegada do Arcanjo, permitindo as folhas finas ver à transparência o azul do vestido o que demonstra o virtuosismo do pintor. Na escrivaninha ao lado da Virgem está outro livro o que revela a sua atitude devota. :109
A cena ocorre no interior de um quarto que tem acesso a um pátio através de dois arcos românicos suportados por uma coluna de mármore vermelho. Ao fundo, incrustados numa parede branca, estão um armário com loiça e utensílios domésticos e um lavabo, sendo elementos que, para além da sua condição decorativa, remetem o simbolismo da água purificador relacionado com a virgindade de Maria. Na divisão principal sobressaem a cama de dossel e o chão de ladrilho vermelho parcialmente coberto por um tapete oriental decorado com motivos geométricos.
De um ponto de vista estrutural, a composição é bipartida, reflexo da dupla qualidade dos intervenientes, por pertencerem a esferas diferentes, sendo Gabriel do mundo celeste, e a Virgem do terreno, o que é ainda sublinhado pelos efeitos de claro-escuro e pela direcção da luz. Segundo a diagonal que parte da pomba em direcção à Virgem, a luz emana da direita, sublinhando o lugar da manifestação do sagrado. E tal como os outros painéis do Retábulo, a Anunciação tem uma moldura de madeira dourada muito ornamentada cujo cimo é constituído por arcos góticos entrelaçados. :109

### Visitação

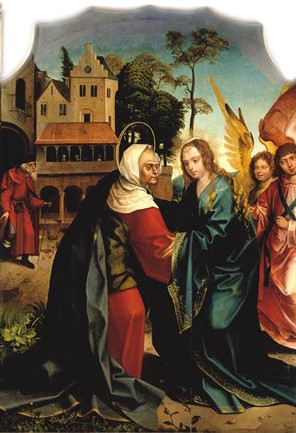
Visitação (1527), de Gregório Lopes e outros, proveniente do Convento do Paraíso, actualmente no MNAA.

Trata-se de um dos oito painéis do Políptico do Convento do Paraíso, tendo de altura 129 cm e 88 cm de largura e representa o episódio bíblico da Visitação.
O encontro de Maria e Isabel é representado em primeiro plano, estando em vias de se abraçarem, o que está relacionado com a etimologia da palavra "visitação", que em grego significa saudação. Maria tem um manto verde escuro debruado a ouro, o mesmo com que figura  nos outros painéis do Retábulo de que faz parte, enquanto Isabel, que está à esquerda para o espectador, com a cabeça coberta por um véu branco, tem um vestido vermelho e uma capa escura também debruada a ouro.
Atrás de Maria, como que a segui-la estão dois anjos de asas douradas com semblante prazenteiro. Em segundo plano, e a sair do que será a sua casa, está Zacarias, marido de Isabel, longas barbas brancas a acentuar a sua idade avançada, com chapéu preto e traje vermelho e descendo as escadas apoiado a um bordão.
Ao fundo, em edificações de alguma imponência de arquitectura flamenga, observam-se duas fileiras de arcos, uma ao nível térreo e outra num primeiro piso, estando neste três figuras que observam a cena. As árvores que ladeiam a edificação, pintadas com pormenor, completam o fundo. Uma destas árvores, com um tronco elevado que é acentuado pela menor folhagem, parece sair da cabeça de Maria, confundindo-se a copa com o céu, sendo provável que o pintor pretendesse fixar esta árvore como elemento de contacto entre o mundo terreno e o etéreo. No terreiro, em frente à edificação, estão algumas aves domésticas, algumas a debicar o chão à cata de comida, o que transmite uma sensação de quotidiano comum nas obras deste Artista.

### Natividade

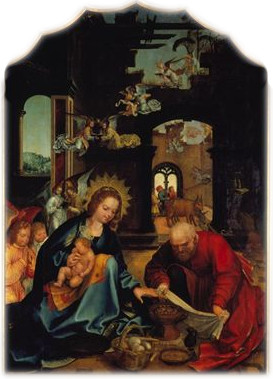
Natividade (1527), de Gregório Lopes e outros, proveniente do Convento do Paraíso e actualmente no MNAA.

Trata-se de um dos oito painéis do Políptico do Convento do Paraíso, tendo de altura 128,5 cm e 87,5 cm de largura e representa o episódio bíblico do nascimento de Jesus.
Maria tem o Menino Jesus recém nascido ao colo aquecendo a mão esquerda num fogareiro de barro, ou aceitando uma fralda que São José aqueceu. A seus pés encontram-se objectos de uso doméstico, como um jarro e um prato, e um cesto de verga com alimentos. Do tecto esburacado de um edifício em ruínas, descem anjos com livros nas mãos, formando uma diagonal descendente que encaminha o nosso olhar até à Sagrada Família.
Num primeiro plano,está um conjunto triangular formado por Maria, José e, na base, alguns alimentos. O azul e o vermelho dos mantos de Maria e José constituem as duas grandes superfícies que se impõem perante a diversidade de histórias que compõem a pintura. A cena decorre no interior de uma construção clássica em ruínas, tendo um pátio traseiro onde três figuras tratam do jumento e do boi. Como pormenor, o artista pintou uma natureza morta, em primeiro plano, onde se destaca uma cesta com ovos. :113

### Adoração dos Reis Magos

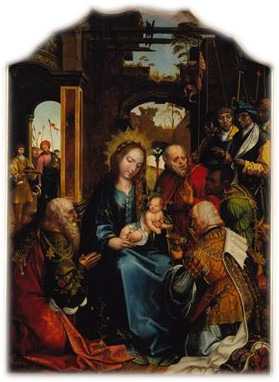
Adoração dos Reis Magos (1527), de Gregório Lopes e outros, proveniente do Convento do Paraíso e actualmente no MNAA.

Trata-se de um dos oito painéis do Políptico do Convento do Paraíso tendo de altura 128 cm e 86,5 cm de largura e representa o episódio bíblico da Adoração dos Reis Magos.
O Menino Jesus, ao colo da Virgem Maria que tem ao seu lado São José, está colocado no centro da composição. Em primeiro plano do lado direito, ambos ajoelhados e de costas, estão dois Reis Magos ricamente vestidos, sendo acompanhados, num plano mais recuado, por um grupo de soldados que portam estandartes. Do lado oposto está o terceiro Mago, também em posição de adoração, estando mais distante um outro gruoo de soldados.
A Adoração dos Reis Magos decorre no mesmo espaço arquitectónico da Natividade, excepto nalguns pormenores que foram alterados para a adequação a um assunto diferente o que ajuda a compreender a estrutura da composição. A necessidade de integrar um maior número de personagens levou a que houvesse uma "dilatação" do espaço, o que se constata nas laterais da composição onde foram colocados os dois cortejos. Assim, enquanto na Natividade a janela do lado esquerdo se abria sobre uma paisagem rochosa, agora é transformada em porta por onde passa um cortejo, e o horizonte paisagístico, uma colina verdejante, é transferido para a abertura colocada ao fundo ao centro.
O artista esforçou-se a destacar a expressão dos rostos e a riqueza das vestes dos Magos, desdobram-se as capas de dois deles, em primeiro plano, com elegância em direcção ao centro fechando a composição. A pintura, que foi elaborada com grande minúcia e profusão de ornamentos, revela na expressão e na mão de S. José a proteger o Menino da excessiva actividade à sua volta um elemento emocional. :115

### Fuga para o Egipto

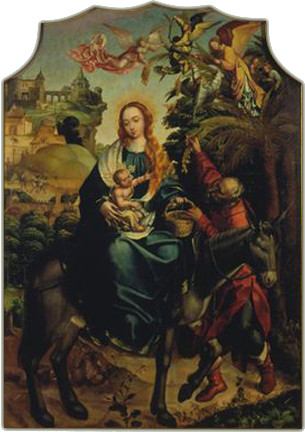
Fuga para o Egipto (1527, 128 x 87,5 cm), de Gregório Lopes e outros, proveniente do Convento do Paraíso, actualmente no MNAA.

Trata-se de um dos oito painéis do Políptico do Convento do Paraíso tendo de altura 128 cm e 87,5 cm de largura e representa o episódio bíblico da Fuga para o Egipto.
Enquadrados numa paisagem verdejante e rochosa com edificações apalaçadas em fundo do lado esquerdo, a Virgem Maria com o Menino Jesus ao colo segue montada numa mula enquanto São José momentaneamente parado apanha tâmaras de uma palmeira cujos ramos são vergados com a ajuda de anjos. Este, como outros pormenores, é interessante pois remete quer para os Evangelhos Apócrifos quer para a Lenda Dourada de Tiago de Voragine.
Em segundo plano, está representado o Milagre do Trigo que, segundo estas fontes, teve lugar durante a perseguição feita pelos soldados de Herodes à Sagrada Família e que consiste em a Virgem ter pedido a um camponês, quando passavam pelo campo onde este trabalhava, para, no caso de ser interrogado pelos soldados perseguidores, dizer que os tinha visto passar na altura das sementeiras, tendo o trigo crescido milagrosamente de imediato, e quando os soldados chegam e ouvem o camponês perdem a esperança de encontrar os fugitivos, uma vez que julgam que já estarão longe, pelo tempo decorrido entre a sementeira e a colheita do trigo. Assim, a meia distância, vêem-se dois camponeses, um a trabalhar, e outro a falar com um soldado com escudo e lança empunhada na mão esquerda.
Depois, tanto no terreiro em frente das casas donde sai o caminho para o castelo, como em frente da ponte com arcos que liga os dois corpos do edifício, estão duas colunas, tendo a última um ídolo no topo, o que constitui uma alusão ao episódio da Queda dos ídolos referenciado no Evangelho apócrifo do Evangelho do Pseudo-Mateus que se inspirou na profecia de Isaías, segundo a qual quando Cristo entrasse no Egipto os ídolos tremeriam diante d'Ele.

### Apresentação do Menino no Templo

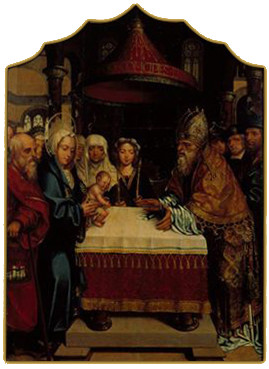
Apresentação do Menino no Templo (1527, 128 cm x 87 cm), de Gregório Lopes, proveniente do Convento do Paraíso e actualmente no MNAA.

Trata-se de um dos oito painéis do Políptico do Convento do Paraíso tendo de altura 128 cm e 87 cm de largura e representa o episódio bíblico da Apresentação de Jesus no Templo.
A Virgem Maria, assinalada pela auréola sobre a cabeça e coberta por um véu branco e um manto azul, entrega o Menino Jesus a Simeão, o que corresponde ao início da "Apresentação". Tem a seu lado São José que, vestido de vermelho e apoiado num bordão, segura com a mão esquerda uma gaiola com duas rolas para o sacrifício exigido pela lei judaica da cerimónia, e pela profetisa Ana que, juntamente com outra mulher, empunham velas acesas. Atrás de Simeão, que enverga uma mitra e paramentos ricamente ornamentados, está um grupo de três homens que constitui o contraponto para o das três mulheres que assistem à cerimónia do lado oposto do altar.
O altar, no centro da composição e em torno do qual estão os intervenientes, está coberto por um brocado vermelho com franjas douradas e uma toalha branca. Sobre o altar pende um dossel vermelho com a inscrição «Ecce Virgo Comcipies Et Paries» (Eis que  a Virgem conceberá, e dará à luz) que remete para a profecia de Isaías: «Ecce virgo concipiet, et pariet filium, et vocabitur nomen ejus Emmanuel» («Eis que a Virgem conceberá, e dará à luz um filho, e lhe chamará Emanuel»), que seria o texto que a Virgem estaria a ler quando lhe apareceu o arcanjo da Anunciação.

### Morte da Virgem

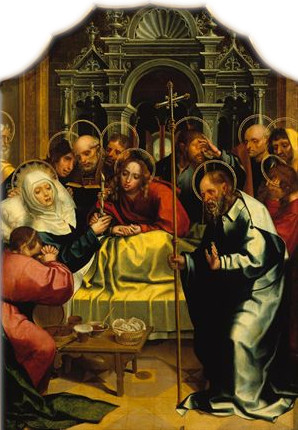
Morte da Virgem (1527, 128,5 cm x 87 cm), de Gregório Lopes e outros, proveniente do Convento do Paraíso e actualmente no MNAA.

Trata-se de um dos oito painéis do Políptico do Convento do Paraíso tendo de altura 128,5 cm e 87 cm de largura e representa o episódio bíblico da Morte da Virgem.
A Virgem encontra-se deitada num leito transversal à pintura coberto por uma colcha amarela, segurando uma vela na mão direita com a ajuda de Maria Madalena que lhe ampara a outra mão. Maria Madalena, de todos os onze santos que rodeiam Maria, é a que recebe maior protagonismo, quer pela cor vermelha da sua túnica como pela posição central que ocupa na cena. Do seu lado direito encontra-se São Pedro com um livro de orações aberto nas mãos, cuja leitura é atentamente seguida por outros dois apóstolos.
A cena decorre no interior de um aposento que tem em fundo uma parede com decoração que sugere a entrada de um templo, que, após mais dois planos, abre para um espaço mais longínquo através duma janela. Em primeiro plano, uma pequena mesa de madeira com utensílios domésticos e alimentos dispostos como sendo uma natureza-morta, constitui um pormenor naturalista interessante.

### Santa Luzia e Santa Ágata

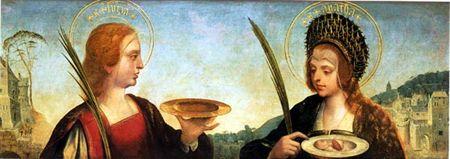
Santa Luzia e Santa Ágata (1527, 33 cm x 89 cm), de Gregório Lopes e outros, proveniente do Convento do Paraíso e actualmente no MNAA.

Trata-se de uma das quatro predelas do Políptico do Convento do Paraíso tendo de altura 33 cm e 89 cm de largura representando Santa Luzia e Santa Ágata.
Santa Luzia e Santa Ágata estão representadas em busto tendo os nomes inscritos em caracteres dourados nas respectivas auréolas. Santa Luzia, à esquerda, segura com uma mão um prato vazio que deveria conter o seu atributo, os olhos, e Santa Ágata apresenta também num prato o seu atributo, os seios, segurando ambas a palma do martírio. Em pano-de-fundo, sob um céu azul luminoso, ergue-se na direita uma povoação com construções acasteladas que se inspiram na tradição pictórica do norte da Europa.

### Santa Margarida e Santa Maria Madalena

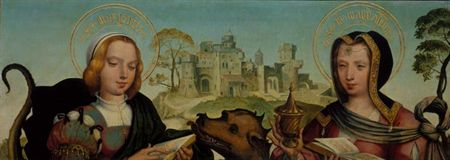
Santa Margarida e Santa Maria Madalena (1527, 34 cm x 88,5 cm), de Gregório Lopes e outros, proveniente do Convento do Paraíso e actualmente no MNAA.

Trata-se de uma das quatro predelas do Políptico do Convento do Paraíso medindo de altura 34 cm e 88,5 cm de largura e representando Santa Margarida e Santa Maria Madalena.
Santa Margarida e Santa Maria Madalena estão representadas em busto tendo os nomes inscritos em caracteres dourados nas respectivas auréolas. Santa Margarida está identificada ainda pelo atributo do dragão que aparece entre as santas, e Santa Maria Madalena pelo frasco de perfumes e o livro. O animal fantástico colocado entre as duas santas alude ao milagre de Santa Margarida que, após ter sido devorada, conseguiu sair das suas entranhas com uma cruz. Em segundo plano e no centro da composição encontra-se uma povação acastelada.
As duas santas têm um livro na mão que provavelmente será a Bíblia tendo ao fundo uma fortaleza medieval que poderá aludir simbolicamente à protecção e fortaleza divinas. Maria Madalena está caracterizada como uma nobre portuguesa vestida à moda da época. :121

### Santa Apolónia e Santa Inês

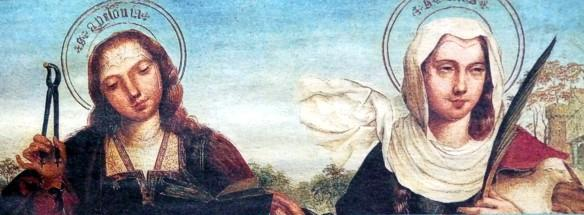
Santa Apolónia e Santa Inês (1527; 34 cm x 88,5 cm), de Gregório Lopes e outros, proveniente do Convento do Paraíso e actualmente no Museu Nacional de Poznan.

Trata-se de uma das quatro predelas do Políptico do Convento do Paraíso de idêntico formato e composição às predelas anteriores e representando Santa Apolónia e Santa Inês.
Esta pintura bem como a seguinte, Santa Catarina e Santa Bárbara, tendo pertencido à colecção do Marquês de Penalva, foram compradas em Lisboa, no ano de 1844, pelo conde Atanazy Raczynski, embaixador da Prússia em Lisboa, encontrando-se actualmente no Museu de Poznań, na Polónia.

### Santa Catarina e Santa Bárbara

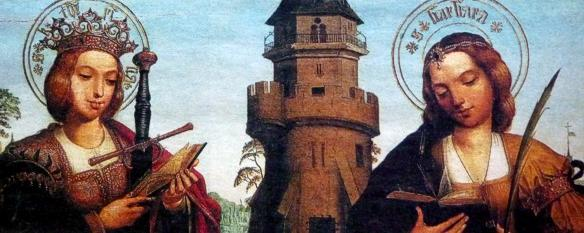
Santa Catarina e Santa Bárbara (1527; 34 cm x 88,5 cm), de Gregório Lopes e outros, proveniente do Convento do Paraíso e actualmente no Museu Nacional de Poznan.

Trata-se de uma das quatro predelas do Políptico do Convento do Paraíso de idêntico formato e composição às predelas anteriores e representando Santa Catarina e Santa Bárbara.
Esta pintura bem como a anterior, Santa Apolónia e Santa Inês, tendo pertencido à colecção do Marquês de Penalva, foram compradas em Lisboa, no ano de 1844, pelo conde Atanazy Raczynski, embaixador da Prússia em Lisboa, encontrando-se actualmente no Museu de Poznań, na Polónia.
As quatro pinturas com representações duplas de Santas que compõem a predela do Políptico apresentam todas idêntico formato e composição. Carl Justi atribuiu este conjunto a Velascus e José de Figueiredo, considerando as pinturas de Poznań, sugeriu Cristóvão de Figueiredo como o autor. Já Luís Reis-Santos colocou a hipótese destas quatro pinturas terem constituído as predelas do Políptico do Convento do Paraíso atribuído a Gregório Lopes e outros. Vítor Serrão (in Catálogo da exposição No Tempo das Feitorias) subscreve a opinião de Reis-Santos, integrando-as na obra de Gregório Lopes.

## História
Não existe uniformidade quanto à localização inicial deste Políptico, havendo referências à Ermida da Nossa Senhora do Paraíso, em Lisboa, ao Convento de Nossa Senhora do Paraíso, em Évora, à Igreja do Paraíso em Lisboa, cuja capela-mor seria dirigida por uma confraria de pescadores e, segundo a Matriznet, ao altar-mor do extinto Convento do Paraíso de Lisboa.
Por não haver documentação conclusiva sobre a sua autoria, o Políptico do Convento do Paraíso foi objecto de vários estudos para determinar o seu autor de que resultaram conclusões divergentes. Assim, primeiramente, o Políptico foi atribuído a Vasco Fernandes por Taborda e Cirilo Volkmar Machado (1748-1823), mas este parecer foi refutado pelo estudioso polaco Atanazy Raczynski (1788-1874) que propôs o nome de Abram Prim (Primus). Por sua vez, o historiador de arte alemão Carl Justi propôs como autor o pintor Velascus, tendo o historiador de arte francês Émile Bertaux (1869-1917) dividido a série em dois conjuntos, atribuindo a "Anunciação", a "Visitação" e a "Natividade" a Cristóvão de Figueiredo, e os restantes painéis ao "Mestre do Retábulo de Santiago".
José de Figueiredo considerou que as oito pinturas eram obras do mesmo autor que designou por "Mestre do Paraíso", no que foi seguido por Reynaldo dos Santos, enquanto o historiador Myron Malkiel-Jirmounsky (1890-1970) voltou a considerar que se trata de uma obra colectiva e não de um só pintor, pelo que presentemente, ainda que se destaque a participação de Gregório Lopes, a opinião mais comum é a de que se trata de uma obra de parceria, o que é desde logo constatável pela heterogeneidade do desenho e da técnica de pintura das várias pinturas que o compõem.
Finalmente Manuel J.C. Branco considera que graças à consistência teórica de estudos publicados, podem atribuir-se a Gregório Lopes com relativa segurança e quase unanimidade alguma obras, entre elas o Retábulo do Paraíso.
O Políptico do Convento do Paraíso foi reconstituído na exposição Os Primitivos Portugueses (1450-1550) - O Século de Nuno Gonçalves. Para possibilitar o reagrupamento do conjunto original, vieram dois painéis da Polónia, do Museu de Poznan, saídos de Portugal em 1840 ao terem sido comprados pelo conde Atanasius Rackzinski.

## Apreciação
Para Markl e Pereira é plausível a atribuição a Gregório Lopes do célebre Retábulo da Igreja do Paraíso. Atendendo à datação que foi proposta para esta obra, 1527, com base em três algarismos descobertos, é de assinalar, por um lado, a vinculação aos modelos da geração manuelina de Jorge Afonso, ainda que numa escala muito menos monumental, e, por outro, o despontar de características que vão definir a pintura de Gregório Lopes no decénio fulcral de 1530-1540: a elegância e suavidade das formas, o requinte dos ambientes e trajes, a composição fácil, e, como considerou Reis Santos, «o desenho gracioso e a modelação ligada e sumária».
Na pintura A Morte da Virgem verificam-se, a par da tradicional iconografia, ousadias na arquitectura de fundo que a evolução do pintor posteriormente confirmou. Por outro lado, em Fuga para o Egipto, o pintor soube disfarçar, como o seu sogro e mestre Jorge Afonso, na paisagem envolvente, as referências simbólicas aos três estados do mundo - Nobreza com o castelo, Clero com o convento e Povo com habitações rurais - e a alusão ao «Milagre da Seara de Trigo».
Revelando na iconografia inspiração nas Meditationes Vitae Christi do Pseudo-Boaventura e na Legenda Áurea de Jacopo de Varazze, tal como se verificara acentuadamente na pintura da sua primeira fase, o Retábulo da Igreja do Paraíso impõe-se como ponto de partida do estilo da fase final da actividade de Gregório Lopes.